# Sobięcin (Mrągowo)
Sobięcin [sɔˈbjɛnt͡ɕin] (deutsch Kleinsruh) ist ein kleiner Ort in der polnischen Woiwodschaft Ermland-Masuren und gehört zur Gmina Mrągowo (Landgemeinde Sensburg) im Powiat Mrągowski (Kreis Sensburg).

## Geographische Lage
Sobięcin liegt inmitten der Woiwodschaft Ermland-Masuren, zehn Kilometer nördlich der Kreisstadt Mrągowo (deutsch Sensburg).

## Geschichte
Kleinsruh wurde 1825 als Wohnplatz in der Gemeinde Kerstinowen (1938 bis 1945 Kersten, polnisch Kiersztanowo) gegründet. 1839 wurde Kleinsruh als Zinsdorf mit einer Feuerstelle mit sieben Einwohnern erwähnt, 1905 wurden dann acht Einwohner genannt. Als Teil Kerstinowens gehörte Kleinsruh bis 1945 zum Kreis Sensburg im Regierungsbezirk Gumbinnen (ab 1905: Regierungsbezirk Allenstein) in der preußischen Provinz Ostpreußen.
In Kriegsfolge kam Kleinsruh 1945 mit dem gesamten südlichen Ostpreußen zu Polen und erhielt die polnische Namensform „Sobięcin“. Heute ist der Ort Teil der Gmina Mrągowo (Landgemeinde Sensburg) im Powiat Mrągowski (Kreis Sensburg), bis 1998 der Woiwodschaft Olsztyn (Allenstein), seither der Woiwodschaft Ermland-Masuren zugehörig.

## Kirche
Bis 1945 war Kleinsruh in die evangelische Kirche Seehesten in der Kirchenprovinz Ostpreußen der Kirche der Altpreußischen Union sowie in die katholische St.-Adalbert-Kirche Sensburg im damaligen Bistum Ermland eingepfarrt. Seither gehört Sobięcin zur evangelischen Pfarrkirche Mrągowo in der Diözese Masuren der Evangelisch-Augsburgischen Kirche in Polen bzw. zur katholischen Pfarrkirche Szestno im heutigen Erzbistum Ermland in der polnischen katholischen Kirche.

## Verkehr
Sobięcin ist auf einem Landweg von Kiersztanowo (Kerstinowen, 1938 bis 1945 Kersten) aus erreichbar. Eine Bahnanbindung besteht nicht.